# Det åbne land
|  | Denne artikel er oprettet af botten Steenthbot ud fra en ekstern database. Den kan derfor have sproglige fejl eller mangler. Denne skabelon kan fjernes efter kontrol af indholdet. |

Det åbne land er en dansk dokumentarfilm fra 1990 instrueret af Anna Marie Petersen.

## Handling
Det åbne land er en videofilm, en registrering af det åbne land i Danmark. En fortælling om konflikten mellem mennesket og naturen, om ødelæggelse af miljøet, om den stigende industrialisering og super-effektivitet, og på hvis bekostning. Handlingen udspiller...